# Sacierges-Saint-Martin
 Sacierges-Saint-Martin  es una población y comuna francesa, en la región de  Centro, departamento de Indre, en el distrito de Le Blanc y cantón de Saint-Benoît-du-Sault.

## Demografía
| 495 | 523 | 475 | 375 | 350 | 337 |
| Para los censos de 1962 a 1999 la población legal corresponde a la población sin duplicidades (Fuente: INSEE [Consultar]) |     |     |     |     |     |